# Cummingella
Genre
Cummingella est un genre fossile de trilobites proétides de la famille des Phillipsiidae

## Classification
Le genre Cummingella est décrit en 1942 par le paléontologue britannique Frederick Richard Cowper Reed (d),.

### Fossiles
Selon Paleobiology Database en 2023, le nombre de collections référencées de fossiles est de trente-trois pour 40 occurrences. Ces fossiles ont vécu au Carbonifère et au début du Permien de 346,7 à 290,1 Ma.
Ces fossiles ont été trouvés au Royaume-Uni, en Belgique, en Allemagne, en République tchèque, en France, en Slovénie, en Espagne, au Japon, aux États-Unis et en Russie.

## Liste d'espèces
Selon BioLib (17 juillet 2021) :
- † Cummingella arbizui Hahn, Hahn & Rabano, 1996
- † Cummingella auge (Hahn & Hahn, 1968)
- † Cummingella belisama Hahn, Hahn & Brauckmann, 1985
- † Cummingella boikoi Mychko, 2012
- † Cummingella carringtonensis (Woodward, 1884)
- † Cummingella jonesii (Portlock, 1843)
- † Cummingella sampsoni Tilsley, 1988
- † Cummingella slovenica Hahn, Hahn & Ramovs, 1990

### Publication originale
- [1990] G. Hahn, R. Hahn et A. Ramovs, « Trilobiten aus dem Unter-Perm (Trogkofel-Kalk, Sakmarium) der Karawanken in Slowenien », Geologica et Palaeontologica, vol. 24,‎ 1990, p. 139-171.